# Monica Rappaccini
Monica Rappaccini è una supercriminale presente nei fumetti americani pubblicati da Marvel Comics. Creata da Fred Van Lente e Leonard Kirk, il personaggio appare per la prima volta in Amazing Fantasy vol. 2 #7 (2005). Monica Rappaccini è una biochimica di livello geniale ed è la Scienziata Suprema dell’organizzazione criminale A.I.M.

## Storia editoriale
Monica Rappaccini ha debuttato in Amazing Fantasy vol. 2 #7 (2005), creata da Fred Van Lente e Leonard Kirk. È apparsa nella serie Super-Villain Team-Up: MODOK’s 11 del 2007, nella serie The Unstoppable Wasp del 2017 e nella serie Ravencroft del 2020.

## Biografia del personaggio
Monica Rappaccini ha frequentato la Desert State University nel New Mexico e ha avuto una breve relazione con lo studente di fisica Bruce Banner mentre studiava biochimica all’Università di Padova. Ha sfruttato la relazione per utilizzare le competenze di Banner sulle radiazioni per la propria ricerca. Dopo aver ottenuto il dottorato, Rappaccini è diventata un’innovatrice di fama mondiale in antitossine e antidoti per vari veleni ambientali, sfiorando il Premio Nobel.
Notando i fallimenti ambientali e politici della civiltà occidentale, ha deciso che fosse troppo corrotta per continuare a esistere. Si è unita a organizzazioni terroristiche come il gruppo pan-europeo Black Orchestra e poi a Advanced Idea Mechanics (A.I.M.), dove ha avuto una breve relazione con l’agente George Tarleton. Abbandonando la cura dei veleni per la loro produzione, è rapidamente salita di grado all’interno di A.I.M. Ha impiantato nella figlia e in altri neonati dell’organizzazione anticorpi memetici, programmati per attivarsi a 16 anni e portarli a un rifugio biologico di A.I.M. più vicino. La figlia è cresciuta sotto copertura nel Vermont con il nome Carmilla Black.
Rappaccini è rimasta nascosta per quasi due decenni, studiando fonti di potere come l’Uni-Power senziente, e ha orchestrato attacchi al capitalismo, tra cui uno a Hong Kong. Dopo l’uccisione dello Scientist Supreme di A.I.M. per mano di MODOK, ha guidato una fazione indipendente di A.I.M. e, con le sconfitte di MODOK, ha assorbito altre cellule, divenendo la Scientist Supreme della “vera” A.I.M.
In un attacco di A.I.M. all’Istituto di Ricerca Medica sulle Malattie Infettive dell’Esercito degli Stati Uniti, è stata fermata dalla figlia, diventata la supereroina Scorpion II. In seguito, ha cercato di sfruttare l’Uni-Power malfunzionante, ma i suoi piani sono stati fermati da Scorpion II e altri supereroi.
La sua fazione ha combattuto contro quella di MODOK, coinvolgendo eroi come Ms. Marvel e Hulk. Dopo che Ms. Marvel ha sventato un piano per trasformare MODOK in una bomba, Rappaccini ha riunito l’organizzazione sotto il suo controllo. Ha infiltrato il gruppo MODOK’s 11 con il robot Ultra-Adaptoid di A.I.M., tentando di impedire a MODOK di ottenere un’arma chiamata Hypernova. MODOK ha però previsto l’instabilità della Hypernova, che ha distrutto la base di A.I.M., credendo Rappaccini morta.
Durante la storia “Dark Reign”, si scopre che Rappaccini è sopravvissuta e si è scontrata con Mockingbird e Ronin. Ha anche assunto Deadpool per recuperare dei neonati M.O.D.O.C. capaci di alterare la realtà. Dopo un tentativo fallito di convincere Hank Pym a unirsi ad A.I.M., lei e i suoi seguaci sono stati bloccati su Earth-Charnel.
Monica e A.I.M. si sono successivamente alleati con Norman Osborn dopo la sua fuga, ma si sono ritirati dopo la sua sconfitta. Durante la storia Avengers vs. X-Men, Monica e A.I.M., dopo essere sfuggiti all’arresto di Osborn, sono stati catturati dagli Avengers. Rappaccini è poi evasa e ha combattuto la nuova Wasp. Successivamente è stata vista come membro di J.A.N.U.S.

## Poteri e abilità
Monica Rappaccini è un’esperta in robotica, chimica, fisica, ingegneria, biotossine e biochimica. Le sue invenzioni includono un sistema linfatico avanzato per gli agenti A.I.M. Waker, che garantisce loro immunità totale contro tutte le armi biologiche, chimiche e radiologiche; anticorpi memetici; microbi sintetici che attaccano la psiche umana e attivano ricordi e impulsi pre-codificati; droghe allucinogene che inducono visioni programmate prima di essere assorbite dal sistema; e molte armi di distruzione di massa innovative, dai gas tossici alle bombe nanobatteriche.
La cintura della sua uniforme A.I.M. contiene un dispositivo di smaterializzazione che le consente di teletrasportarsi. Rappaccini ha a disposizione numerosi dispositivi diversi, adattati alle sue necessità e ai suoi avversari. Affrontando un Hank Pym prigioniero, ad esempio, si vanta di avere a portata di mano 157 metodi per tenerlo sotto controllo.